# Малий Ідик
Мали́й І́дик (рос. Малый Идык) — річка в Кіровській області (Кільмезький район), Росія, ліва притока Ідика.
Довжина річки становить 12 км. Бере початок за 4 км на південний схід від присілку Малиші, впадає до Ідика нижче присілка Єрьоміно. Напрямок річки на північний схід. Нижня течія заболочена. Приймає декілька дрібних та коротких приток. Береги річки лісисті.
Над річкою розташовані присілки Кільмезького району Костилево та Єрьоміно.